# 고현지
고현지(2005년 12월 21일 ~ )는 대한민국의 농구 선수이다. 한국여자프로농구(WKBL) 청주 KB 스타즈 소속으로 포지션은 포워드이다.

## 경력
2023년 9월 4일에 열린 2023-2024 WKBL 신입선수 선발회에서 1라운드 전체 1순위로 청주 KB 스타즈에 지명되었다.